# 河津知典
河津 知典（かわづ とものり、1975年1月29日生まれ）は、日本のマネージャー、プロデューサー、ディレクター。株式会社HEHN RECORDS社長。通称「ずっずさん」宮城県生まれ大阪府育ち|大阪音楽大学短期大学部卒業。
　河津MGが風を心の底から大切にしてる様子が伺えた発言があった。
風さんも社員なんで新会社は係長なので。うん、そう社員にするメリットは将来ねこの人が、突然アーティストを辞めた時あのローンとか、組めなくなっちゃうから。そう突然辞める可能性もあるのでそうなった時に社会的保証がなくなるじゃん。だから風の会社だけどそういう風に何か背負わす訳じゃなくて辞めたい時に辞めて　　良いよ。

## 経歴
1997年、ディスクガレージに入社。コンサートイベントの企画・制作・運営に携わる。2021年にディスクガレージを退社し、藤井風の個人レーベル「株式会社HEHN RECORDS」（ヘンレコード）を立ち上げた。現在は、藤井の全面的なマネジメント、プロデュースを行う。

## 人物
藤井風のライブ会場などでは、キックスケーターに乗って会場周辺を周回しているところをファンに目撃されている。会場によっては、グッズ売り場などでファンと会話をしたりする。髭、めがね、長身が目印。YouTubeで公開される藤井の舞台裏映像に登場する。
また、サッカー好きとしても知られ、ディスクガレージ時代は、音楽もサッカーも好きな様々なジャンルの業界人で行われるフットサル大会「音蹴杯」を企画・運営していた。

## Staff Diary
藤井風の公式アプリ「Fujii Kaze」のコンテンツの1つに「Staff Diary」があり、河津が藤井に関連した事項を日記風に綴り、不定期で発信している。藤井風の言動や過去からの経緯、裏方はどういう人がどう関わっているかなど、藤井とそれを取り巻く世界の実態を知るのに貴重な公式情報となっている。ボケとツッコミが上手く織り交ぜられた、ファンにとっては面白い読み物となっている。